# 알렉산더 폰 팔켄하우젠 남작
에른스트 알렉산더 알프레드 헤르만 프라이허 폰 팔켄하우젠(독일어: Ernst Alexander Alfred Herrmann Freiherr von Falkenhausen, 1878년 10월 29일 ~ 1966년 7월 31일)은 장제스의 군사고문관이었던 독일인 군 장교였다. 팔켄하우젠은 중독합작 당시 중국군을 개혁하는데 중요한 역할을 수행한 인물 중 한 명이었다. 1938년 독일이 일본의 압박 하에 중국에게 지원을 중단하였고, 팔켄하우젠은 중국에서 철수할 수 밖에 없었다.
유럽으로 돌아온 뒤 팔켄하우젠은 1940년부터 1944년까지 벨기에의 군정청 총독이었다. 팔켄하우젠은 파울라 폰 베데코프와 처음 결혼을 했고, 이후 세실 벤트와 재혼했다. 팔켄하우젠은 제1차 세계 대전 당시 벨기에의 총독이었던 루트비히 폰 팔켄하우젠의 조카였으며, 카를 빌헬름 프리드리히의 직계 자손이기도 했다.

## 같이 보기
- 중독합작